# Ed Vulliamy
Ed Vulliamy, född 1 augusti 1954, är en brittisk journalist och författare.
Ed Vulliamy är son till barnboksförfattaren och -illustratören Shirley Hughes och hans morfar var köpmannen Thomas Hughes från Liverpool. Han utbildade sig på University College School och på Hertford College på University of Oxford, innan han blev journalist. Han var korrespondent för The Observer i New York 1997-2003 och har varit korrespondent för The Guardian i Rom. Han har också arbetat som reporter för Granada TV:s World In Action, och vann då ett Royal Television Society-pris 1985 för en film om Nordirland.
Under mitten av 1990-talet skrev han för The Guardian om Bosnien-kriget, särskilt om bosnienserbernas koncentrationsläger i nordvästra Bosnien. Han var en av de första journalisterna i Irak efter krigsutbrottet i mars 2003.
Ed Vulliamy fick Ryszard Kapuściński-priset för litterära reportage 2013 för Amexica: War Along the Borderline om kriget mot knark vid den amerikansk-mexikanska grånsen.